# Gabriel Commanda
Compléments
Il est reconnu comme celui qui a guidé les prospecteurs à localiser les filons d’or à l’origine de la ruée vers l’or dans le nord du Québec dans les années 1920.
Gabriel Commanda est un anicinabé né dans la communauté autochtone de Kitigan Zibi en 1891. Il est reconnu comme celui qui a guidé les prospecteurs à localiser les filons d’or à l’origine de la ruée vers l’or dans le Nord du Québec dans les années 1920 et comme premier résident de Val-d'Or. Il est chasseur, trappeur, pêcheur, guide, garde-feu et aide-arpenteur. Il est l'oncle du chef spirituel William Commanda.

## Biographie
Gabriel Commanda est né dans la communauté autochtone de Kitigan Zibi en 1891. Il est trappeur, pêcheur, bûcheron, guide et prospecteur. Il est instruit par les prêtres oblats de Maniwaki.
En 1910, il travaille avec des équipes d'arpenteurs à la construction du chemin de fer transcontinental.
À la fin de 1912, il se construit un campement sur un terrain de terrain de trappe situé aux abords de la rivière Asigooash, un affluent de la rivière Bourlamaque,.
En 1915, il se porte volontaire pour combattre au sein de l'armée canadienne lors de la Première Guerre mondiale. Il est d'abord envoyé au camp Borden, en Ontario, sous le nom de Gilbert Commanda et Commando. Il est d'abord versé au 159e régiment, ensuite il sert dans 141e bataillon constitué d'Autochtones de partout au Canada. Il est envoyé au front en France et est démobilisé en novembre 1918. Malgré son enrôlement, il ne fut jamais reconnu parmi les anciens combattants puisqu’il n’était pas considéré comme Canadien,.
De retour de la guerre, Gabriel Commanda habite dans un camp en bois rond près de ce qui est aujourd'hui la source Gabriel.
Il participe, avec Joseph Cyr, au défrichement d’une piste forestière qui, au fil des années, deviendra l'artère principale de la ville de Val-d'Or, la 3e Avenue,.
En 1934, il livre du courrier entre la région de Val-d'Or et Amos. En 1936, il est chef de prospection dans le secteur de Chibougamau,.
Plus âgé, il est gardien de la mine Akazaba, de Colombière, en périphérie de Val-d'Or. Une photo prise le 26 mai 1951 atteste sa présence dans le secteur.
Gabriel Commanda meurt en 1967.

## Exploration minière
Gabriel Commanda est à l'origine du jalonnement de la première mine de cuivre et de la première pépite d'or en Abitibi dans les années 1920. Son instinct pour découvrir des veines minérales impressionnait les prospecteurs qu'il accompagnait. Il refusait de partager son secret et disait que c'était l'Esprit de la Terre qui le guidait dans cette tâche. Les témoignages rapportent qu'il utilisait une forme de baguette de sourcier fabriquée à même le panache d’un orignal. Dès que son instrument pointait le sol, il prenait une pioche et mettait au jour de précieux gisements.
En 1923, en compagnie de Robert-C. Clark, un Américain originaire de Williamsville, dans l’État de New York, Gabriel Commanda découvre de l’or sur le site de la mine Lamaque, aujourd'hui devenu le site touristique de la Cité de l'Or.

## Honneurs

### Livre
En 2003, l'auteur Jean Ferguson publie le livre L'Algonquin Gabriel Commandant - Biographie romancée d'un pionnier de l'Abitibi aux éditions Septentrion.

### Source Gabriel
Une source au cœur de Val-d'Or, où la Ville a construit un puits d’alimentation en eau potable, a été nommé par son prénom. À proximité de cette source d'eau est située la maison de soins palliatifs La Maison de la source Gabriel.

### Ruisseau Gabriel
Ce ruisseau d'environ 1 km est situé à Val-d'Or. Il est alimenté par la source Gabriel et se jette dans le lac Blouin. Son nom rappelle le souvenir de Gabriel Commanda. En 1927, le promoteur de la mine Harricana s'est fait construire un camp de bois rond au sud de la source, et Gabriel Commanda l'a occupé en hiver.

### Chemin Gabriel-Commanda
La Ville de Val-d'Or a nommé un chemin en l'honneur de Gabriel Commanda. Il a d'abord été nommé «chemin de la Source-Gabriel», ensuite «chemin Gabriel-Commandant» pour être appelé, depuis 2011, «chemin Gabriel-Commanda».

### Marche Gabriel-Commanda

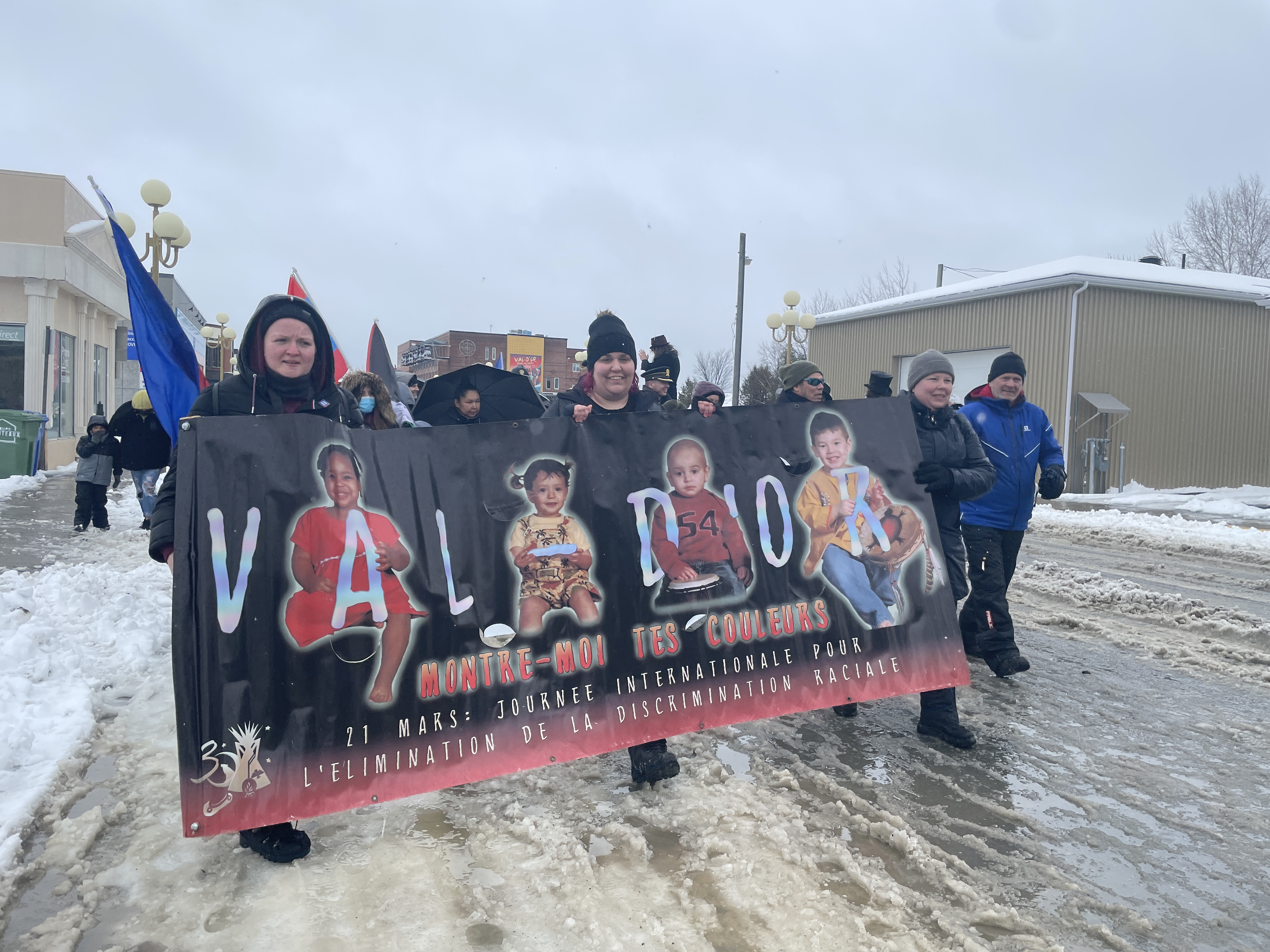
Marche Gabriel-Commanda, Val-d'Or

À Val-d'Or, Gabriel Commanda est devenu, un symbole marquant de relations harmonieuses et d’amitié entre les peuples,. Il parlait l'anglais et le français, ce qui lui permettait de servir d'intermédiaire entre les anglophones et les francophones sur le territoire.
C'est pourquoi, depuis 2002, le Centre d'amitié autochtone de Val-d'Or souligne la Journée internationale pour l'élimination de la discrimination raciale en organisant la Marche Gabriel-Commanda.

## Confusion sur nom de famille
Une confusion a longtemps tourné autour de la graphie du nom de famille Gabriel Commanda. Il a longtemps été nommé comme étant Gabriel Commandant, mais s'est aussi fait connaître sous les noms de famille Commando, Commonda et Commander,.
En 2010, son neveu, William Commanda, demande à la Ville de Val-d'Or de corriger l'erreur dans son nom. Cette erreur d'orthographe se retrouvait sur son certificat de naissance écrit à la main par un prêtre. Cette démarche était appuyée par le conseil de bande de Kitigan Zibi ainsi que l'artiste Raôul Duguay.
C'est principalement l'artiste de Vassan Daniel Gagné, de Val-d'Or, qui a milité pour la reconnaissance du nom de Gabriel Commanda. En avril 2011, le conseil municipal de la Ville de Val-d'Or a déposé un avis de motion qui allait changer le nom du chemin Gabriel-Commandant pour le chemin Gabriel-Commanda.

## Artefact
En avril 2022, le Centre d'amitié autochtone de Val-d'Or a reçu un don de raquettes qui auraient appartenu à Gabriel Commanda. Ces raquettes ont été retrouvées dans le camp de Gabriel Commanda situé près de la source Gabriel.